# Віверові (підродина)
Віверові (лат. Viverrinae) — підродина хижих ссавців з підряду котовидих (лат. Felimorpha), що містить 5 родів і 22 види. Підродина Viverrinae є найбільшою з підродин в родині Viverridae.

## Середовище проживання
Більшість членів Viverrinae живуть в Африці, виключеннями є Genetta genetta, яка також поширена в Європі й на Аравійському півострові, і п'ять видів з родів Viverra і Viverricula, які живуть в Індії і Південно-Східної Азії. Представники підроди проживають у лісах, саванах, горах і тропічних лісах.

## Характеристики
Розміри знаходяться в діапазоні від Poiana richardsonii з довжиною тіла 33 см і вагою 650 гр. до Civettictis civetta з довжиною тіла 84 см і вагою 18 кг. Вони нічні тварини, з чудовим слухом і зором, як правило, поодинокі. Це всеїдні тварини. 
| Зубна формула    |
| ---------------- |
| I 3 C 1 P 4 M 2  |
| 'I 3 C 1 P 4 M 2 |